# Марквардт, Август Карлович
А́вгуст Ка́рлович Ма́рквардт, Маркварт (нем. Marquardt; род. 1847, по другим
данным, 1851, 1853, Шталлупёнен, Восточная Пруссия – 26.9.1914, Москва) — немецкий и русский корнетист, капельмейстер. В 1883 г. принял подданство Российской империи. Почётный гражданин.

## Биография
Марквардт получил музыкальное образование в Кёнигсберге, затем был вольнослушателем Московской консерватории. Служил капельмейстером оркестра 1-го гусарского Сумского полка, участвовал в русско-турецкой войне 1877—1878 гг. В 1882—1903 гг. артист оркестра (корнетист) Большого театра. В 1884—1914 гг. «капельмейстер военной музыки» Московских императорских театров. В 1884 г. по предложению главного дирижёра Большого театра И. К. Альтани в императорские театры для исполнения сценической музыки был приглашён оркестр 3-го драгунского полка (с 1906 г. 3-й драгунский Сумской, с 1911 вновь 1-й гусарский Сумской полк) под руководством А. К. Марквардта. Нанятый духовой оркестр обязывался играть «в операх,
балетах, драматических спектаклях, а равно и в маскарадах и концертных дивертисментах». Участвовал в спектаклях Большого, Малого и Нового театров. В 1914 г., с началом Первой мировой войны, 1-й гусарский Сумской полк вместе с оркестром был отправлен на фронт. 
В 1890-е гг. Марквардт играл в Квартете медных духовых инструментов под руководством И.В. Липаева. Был автором аранжировок для духового оркестра. Преподавал в  Музыкально-драматическом училище Московского филармонического общества (с 1903 г. профессор). В числе его учеников — М. П. Адамов.
Награждён орденом Св. Станислава 3-й степени с мечами (за участие в русско-турецкой войне 1877—1878 гг.) (1879), орденом Св. Анны 3-й степени (1896), орденом Св. Станислава 2-й степени (1904).
Похоронен в Москве на Введенском кладбище.